# Соляний промисел Майдакен-кол
Соляний промисел Майдакен-кол – виробничий майданчик на півдні Казахстану, де здійснюється видобуток кам'яної солі.
Видобуток солі в озері Майдакен-кол почався у 2018 році. Проєктна потужність промислу становить до 50 тисяч тонн на рік, при цьому технологія видобутку передбачає збір лише тонкого – близько 5 сантиметрів – верхнього шару, який має високу чистоту та відновлюється за сезон.
Переробку солі та випуск товарного продукту організували на майданчику у місті Жанатас, яке знаходиться за півтори сотні кілометрів на південний захід від озера Майдакен-кол.
Проєкт реалізувала компанія «Асил Тус». На початку 2020-х унаслідок господарчих суперечок діяльність компанії зустрілась з ускладненнями, зокрема, могли блокуватись її банківські рахунки.